# Casa parohială ortodoxă din Roșia Montană
Casa parohială ortodoxă din Roșia Montană este un monument istoric aflat pe teritoriul satului Roșia Montană, comuna Roșia Montană.